# 데이비드 월턴
데이비드 월턴(David Walton, 1978년 10월 27일 ~ )은 미국의 배우이다.

## 출연 작품
- 레이터 데이즈 (2021)
- 메기 (2018)
- 9JKL (2017)
- 어 배드 맘스 크리스마스 (2017)
- 어바웃 어 보이 2 (2014)
- 어바웃 어 보이 (2014)
- 브레이크 포인트 (2014)
- 씽크 라이크 어 맨 투 (2014)
- 메이크오버 (2013)
- 벤트 (2012)
- 프렌즈 위드 베네핏 (2011)
- 100 퀘스천 (2010)
- 퍼펙트 커플스 (2010)
- 버레스크 (2010)
- 파이어드 업! (2009)
- 스테이트사이드 (2004)